# 仙北一揆
仙北一揆（せんぼくいっき）は、天正18年（1590年）9月下旬ころ出羽国北部（いまの秋田県地方）の横手盆地（仙北三郡）で発生した、豊臣政権による太閤検地に反対する一揆である。

## 仙北検地
天正18年（1590年）、豊臣秀吉は奥羽地方の諸豪族に対し小田原征伐への参陣を命令した。出羽国北部では、仙北三郡北部（北浦郡）の角館城城主戸沢盛安がこれにいち早く呼応し、仙北三郡南部（上浦郡）の小野寺義道とその一族西馬音内茂道、中央東部（中郡）の本堂城の城主本堂忠親、沿岸部の秋田氏や由利衆なども参陣したが、秀吉はかれらに朱印状をあたえて所領を安堵した。秀吉は新しく服属することとなった地域に対しては、大名・小名の旧領をそのまま安堵するのではなく、原則的には、いったん太閤蔵入地としたうえで改めて恩給するようなかたちを採用したが、このような政策を実施していくためにはまず検地をおこなう必要があった（太閤検地）。

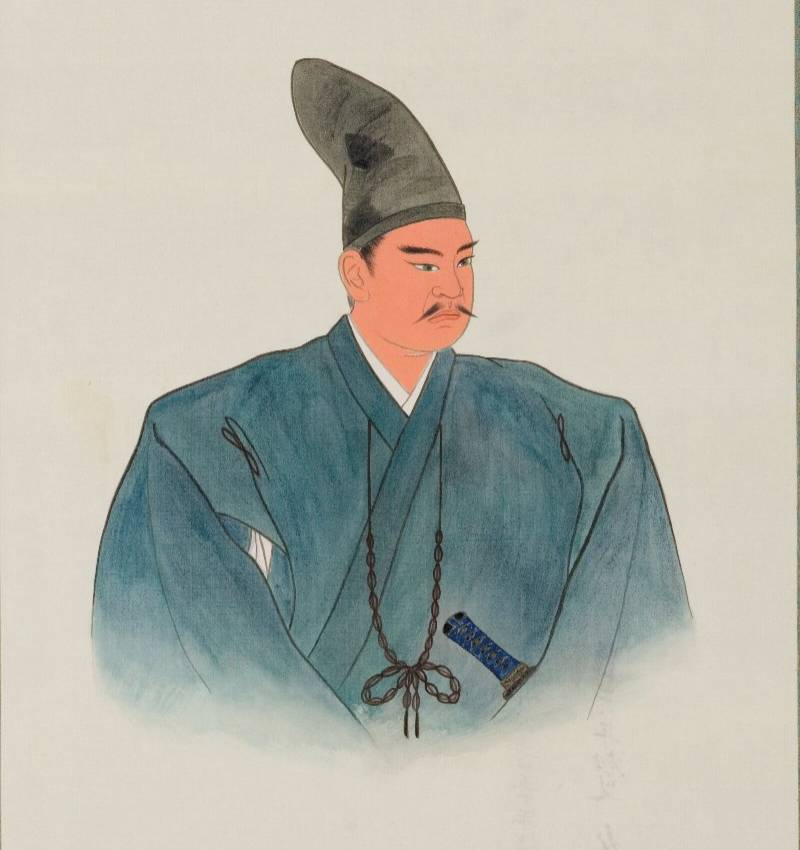
上杉景勝

後北条氏を降して関東地方を平定したのち、陸奥国会津黒川城（後の会津若松城）に入った秀吉は、天正18年8月10日、奥羽全域の総検地を命令した。8月12日、秀吉は黒川において検地施行に関する4か条の朱印状を発給しており、それによれば「一人も残し置かず、なでぎりに申し付くべく候」「一郷も二郷も、悉くなでぎり仕るべく候」など検地に対する反対には苛烈な処分を認める強硬な姿勢を示した。ただ実際には、それに先だつ7月11日の時点で、越後国の大名上杉景勝に対しては、秀吉家臣大谷吉継を軍監として庄内・最上・由利・仙北の出羽各地の検地を、また、加賀国の前田利家らに対しては秋田・津軽・南部の北奥羽各地の検地を、それぞれ命じていた。仙北地方の検地は『上杉景勝年譜』によれば、8月中旬以降には着手されており、戸沢光盛宛の木村重茲・大谷吉継・前田利家連署状によれば、この3名は8月17日ころには小野寺氏領周辺、上浦郡方面にいたものと考えられる。上杉景勝とその重臣色部長真もまた、8月10日頃には大谷吉継とともに庄内地方（山形県沿岸部）の仕置にあたっていたことより、17日頃には上浦郡にあったと推察される。吉継は横手盆地東部の横手城に入り、景勝は盆地西端の大森城に入った。
検地は、棹入れを前提とする指出検地の方法をとり、その基準は「出羽国検地条々」によった。指出は、仙北地方の慣例にしたがって苅高（稲の収穫量を単位としてはかった村高）とし、それを一定の換算率により永楽銭の貫高に改め、年貢は銭納とした。しかし、最終的には石高に換算しなおし、他の地方との統一が図られた。諸史料によれば、8月末ころまでには概ね仙北・秋田地域の仕置がすすめられ、実際の検地は9月に実施されたと考えられる。その間、仙北地方においては武具狩りがおこなわれ、城の破却は35か城にのぼった。

## 一揆の発生
9月下旬ころ、検地もひとまず終了し、上杉景勝がそろそろ越後へ帰国しようかという段になって仙北地方と由利地方に検地反対の一揆が勃発した。仙北では諸給人・百姓らが仕置に反対しての蜂起であった。一揆勢力は各所に放火し、増田（横手市増田町）・山田（湯沢市山田）・川連（湯沢市川連町）の古城に2万4,000名余が籠もった。一揆発生の報せを聞いた景勝は、増田を攻撃したのに対し、一揆勢は山田・川連の両城から援兵を出し、防戦に努めた。上杉勢は2,000余の軍兵を川連城付近まで極秘裏に進軍させ、陣貝を合図にして一挙にせめて一揆勢を破った。これにより、川連・山田に籠城した一揆衆が降伏し、一揆はいったん平定された。一揆勃発の背景としては、上述の豊臣政権の土地政策に対し、在地領主の先行き不安感、検地によって一地一作人となって土地支配権や年貢徴収権が失われることへの不満、隠田・焼畑などの摘発にともなって、これらの耕地が課税の対象となったことに対する反感なども考えられる。

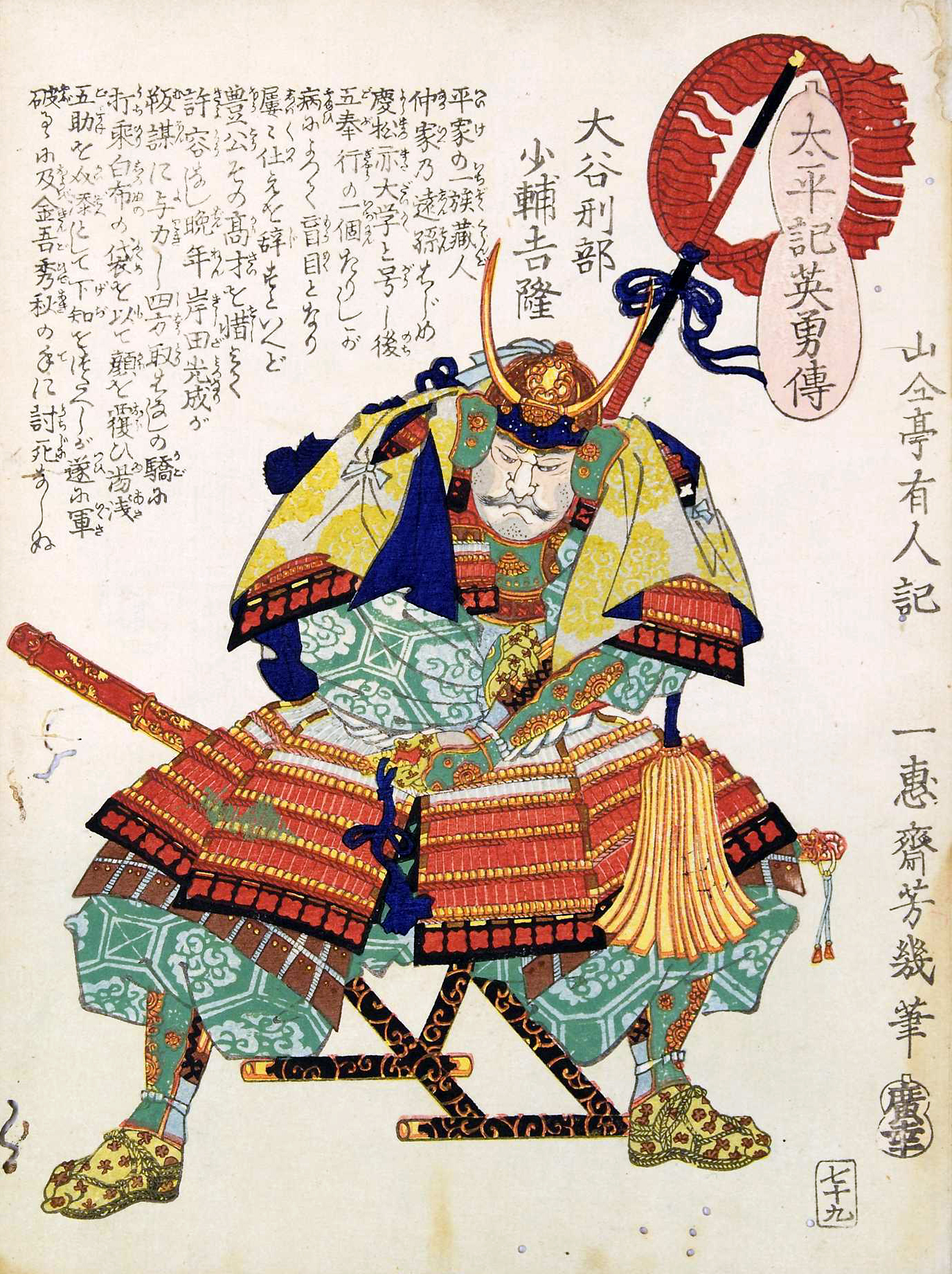
大谷吉継

10月、横手盆地中部の六郷（仙北郡美郷町六郷）において、大谷吉継配下の者が検地の縄を入れた際、百姓たちがしきりに訴訟し、検地を妨害するので大谷衆はその場で3名を見せしめのため斬殺し、5名を捕縛した。それに対し、怒りと怨嗟にかられて蜂起した農民が吉継の家臣を殺害、その数は50名から60名に達した。これを契機に一揆が再燃、仙北各地で蜂起した。10月14日、大谷勢を大森にのこし、上杉景勝およびその旗本1万2,000騎が出動して、鍋倉四郎（現在の横手市平鹿町地区を本拠とする）以下2,000余名の籠もる増田の館を攻撃した。一揆衆は上浦郡各地から集まって上杉軍を包囲したが、上杉勢は浅舞、柳田（いずれも横手市）、川連、山田など一揆の拠点を攻略し、一揆衆の首1,580を討ち取ったといわれる。上杉方も討死200余、負傷500余の被害が生じる激しい戦闘となった。このとき、中郡の本堂氏は大谷に従軍して一揆討伐に加わり、由利衆も一揆討伐に加勢した。押収した武器はことごとく大森城に納められた。増田館を請け取ったのは上杉家臣藤田信吉であり、一揆衆からの人質は翌年3月まで色部長真・佐藤甚助の駐在する大森城に留め置かれた。

## 結果・影響
仙北一揆は鎮圧されたが、その結果は小野寺氏にとっては大きな災厄となった。一揆平定後、上杉勢は引き上げたが、色部長真が大森城に残留し、仙北地方をきびしい統制下においた。北出羽の諸領主が、あらためて恩給地として知行宛行（ちぎょうあてがい）の朱印状を交付されたのは、この年の12月以降のことであった。小野寺氏領であった上浦郡4万7,400石のうち3分の1にあたる1万5,800石ははじめ代官領に編入されていたが、『秋田家文書』所収の秋田実季「覚書」によれば、湯沢・増田周辺（上浦郡南部）が最上義光にあたえられた。それを受けて文禄2年（1593年）、最上勢が湯沢・増田の地に進駐し、湯沢城に楯岡満茂を入れて同地を差配させている。
大谷吉継は、奥羽検地と仙北一揆平定の功績により、それまで越前国府中12万石を領していた木村重茲の知行分を秀吉から拝領したとされるが、重茲は文禄元年（1592年）に山城国淀18万石に加増移封され、その代わりに青木一矩が越前府中城の城主となっているので、吉継にあたえられた府中知行分はあくまでもその一部とみられる。上杉景勝は、小田原参陣の功などにより出羽庄内地方を加増されたが、庄内およびその背後の仙北・由利の検地はその支配を固めるものとなった。なお、上杉家臣の色部長真は仙北にあったとき保呂羽山波宇志別神社（横手市大森町八沢木）の保呂羽権現を尊崇し、居城の越後岩船郡平林（新潟県村上市）に勧請して千眼寺保呂羽堂を建立したといわれる。
この年の一揆は、仙北・由利のみならず、庄内藤島一揆や葛西大崎一揆さらには和賀・稗貫一揆など、奥羽中央部のほぼ全域に波及する形勢をみせた。特に葛西大崎一揆は規模が大きく、秀吉配下の新領主木村吉清・木村清久の父子は、このため秀吉より減封を余儀なくされている。10月20日、越後への帰途、上杉景勝は仙北・由利から庄内に入ろうとしたところを三崎山（にかほ市、現在の秋田・山形県境に立地）で一揆に要撃された。庄内一揆の鎮圧には11月10日頃までかかっている。
このような、続発する一揆は戦国奥羽の最後の大反撃と評されるが、とくに仙北の場合は本領主が残存するなかで広がっている点に特徴があり、その点からすれば、外来者である豊臣政権とその政策に対する抵抗であった。そしてまた、「なでぎり」も辞さずとした奥羽の一揆に対する豊臣政権の強硬な姿勢は、紀州攻めにおける紀州一揆に対する姿勢と共通するものがあり、秀吉は、いわば中世的な「一揆」体制を完全に封じ込めることによって天下一統を果たしたととらえることが可能なのである。